# Megaceryle
Megaceryle – rodzaj ptaków z podrodziny rybaczków (Cerylinae) w rodzinie zimorodkowatych (Alcedinidae).

## Zasięg występowania
Rodzaj obejmuje gatunki występujące w Azji, Afryce i Ameryce.

## Morfologia
Długość ciała 28–46 cm; masa ciała samic 138–398 g, samców 113–426 g.

## Systematyka

### Etymologia
- Alcyon: łac. alcyon, alcyonis lub halcyon, halcyonis „zimorodek”, od gr. αλκυων alkuōn, αλκυονος alkuonos „zimorodek” (często błędnie pisany ἁλκυων halkuōn, jakby pochodziła od ἁλς hals „morze”)[9]. Gatunek typowy: Alcedo alcyon Linnaeus, 1758; młodszy homonim Alcyon Blumenbach, 1803 (Alcedinidae).
- Ispida: średniowiecznołac. hispida „zimorodek”[9]. Gatunek typowy: Alcedo alcyon Linnaeus, 1758; młodszy homonim Ispida Möhring, 1758 (Alcedinidae).
- Streptoceryle: gr. στρεπτος streptos „obroża”, od στρεφω strephō „skręcić, przekręcić”; rodzaj Ceryle Boie, 1828 (rybaczek)[9]. Gatunek typowy: Alcedo torquata Linnaeus, 1766.
- Megaceryle: gr. μεγας megas „wielki”; rodzaj Ceryle Boie, 1828 (rybaczek)[9].
- Ichthynomus: gr. ιχθυς ikhthus, ιχθυος ikhthuos „ryba”; νομος nomos „prawo, zasada”, od νεμω nemō „rządzić, kierować”[9]. Gatunek typowy: Alcedo maxima Pallas, 1769.
- Macroceryle: gr. μακρος makros „długi, wielki”; rodzaj Ceryle Boie, 1828 (rybaczek)[9]. Gatunek typowy: Alcedo lugubris Temminck, 1834.

### Podział systematyczny
Do rodzaju należą następujące gatunki:
- Megaceryle lugubris (Temminck, 1834) – rybaczek żałobny
- Megaceryle maxima (Pallas, 1769) – rybaczek wielki
- Megaceryle torquata (Linnaeus, 1766) – rybaczek obrożny
- Megaceryle alcyon (Linnaeus, 1758) – rybaczek popielaty